# Condor Ferries
Condor Ferries ist die Marke der Reederei Condor Limited in der Bailiwick of Guernsey mit Sitz in St. Peter Port auf der Kanalinsel Guernsey.
Jedes Jahr reisen mehr als 1 Million Passagiere mit Condor Ferries und es werden 200.000 Pkw und 100.000 Lkw befördert.

## Geschichte
Condor Ferries wurde 1964 von den auf den Kanalinseln ansässigen Geschäftsleuten Peter Dorey und Jack Norman gegründet. Die Reederei bediente zunächst Fährverbindungen zwischen den Kanalinseln und Frankreich. 1987 kamen Verbindungen zwischen den Kanalinseln und dem Vereinigten Königreich hinzu. 2008 wurde das Unternehmen an die Macquarie Group verkauft. Im November 2019 übernahmen Brittany Ferries und der Investmentfonds Columbia Threadneedle European Sustainable Infrastructure Fund die Reederei, wobei Britanny Ferries zunächst nur eine Minderheitsbeteiligung hielt. Seit September 2024 besitzt Brittany Ferries mit 51 % die Mehrheitsbeteiligung an Condor Ferries, außerdem besitzt Columbia Threadneedle European Sustainable Infrastructure Fund noch eine Minderheitsbeteiligung. Condor Ferries soll in Zukunft in „Brittany Ferries Channel Islands“ umbenannt werden.

## Routen
| Route                               | Schiff                                                    | Anmerkung  |
| ----------------------------------- | --------------------------------------------------------- | ---------- |
| Portsmouth–Guernsey–Jersey          | Commodore Clipper, Commodore Goodwill und Condor Islander |            |
| Portsmouth–Guernsey–Jersey–St. Malo | Commodore Goodwill                                        | Nur Fracht |
| Poole–Guernsey–Jersey               | Condor Liberation                                         |            |
| Guernsey–Jersey–St. Malo            | Condor Voyager                                            |            |

Quelle: Condor Ferries

## Flotte
Die Flotte der Reederei umfasst aktuell fünf Schiffe.
| Schiff             | Bild | Schiffstyp   | Baujahr | Bei Condor Ferries seit | Länge   | Breite  | Passagiere | PKW | Geschwindigkeit |
| ------------------ | ---- | ------------ | ------- | ----------------------- | ------- | ------- | ---------- | --- | --------------- |
| Condor Liberation  |      | HSC-Fähre    | 2010    | 2014                    | 102 m   | 27,5 m  | 245        | 880 | 36 kn           |
| Condor Voyager     |      | HSC-Fähre    | 2000    | 2021                    | 97,22 m | 26,17 m | 235        | 850 | 38,5 kn         |
| Commodore Clipper  |      | Ropax-Schiff | 1999    | 1999                    | 130 m   | 26 m    | 300        | 100 | 19,9 kn         |
| Condor Islander    |      | Ropax-Schiff | 2005    | 2023                    | 125 m   | 23 m    | 400        |     | 20,7 kn         |
| Commodore Goodwill |      | RoRo-Schiff  | 1996    | 1996                    | 126 m   | 21 m    | 12         |     | 21,2 kn         |